# Batalha da picada Diarte
A batalha da picada Diarte foi uma batalha da Guerra do Paraguai travada no dia 8 de junho de 1869, próximo da vila de Ybycuí, entre tropas brasileiras e paraguaias. Foi a última vitória paraguaia na guerra.

## Batalha
Uma Divisão da Cavalaria brasileira chegou ao rio Tebicuarimí no dia 2 de junho de 1869, ao comando do general Bento Martins Meneses, onde encontraram um destacamento paraguaio entrincheirado que os fizeram desviar para Ybytymí, onde praticaram diversos atos de horrores contra a população. Uma coluna de 3 mil soldados paraguaios da Cavalaria e Infantaria, sob comando do general Bernardino Caballero, vieram em auxílio da população atacada e para repelirem os brasileiros. Estes últimos estavam a caminho de Ybycuí. Sabendo disto, Caballero tomou um atalho e conseguiu cercar as forças brasileiras na picada Diarte, próximo a Ybicuí. Na madrugada de 8 de junho, as forças paraguaias atacaram de surpresa, e com o apoio de duas peças de artilharia, dispersaram os brasileiros dentre o matagal e muitos morreram devido a fome, durante a fuga. Esta foi a última vitória das forças paraguaias na guerra.